# Nobelova nagrada za mir
Popis dobitnika Nobelove nagrade za mir koja se dodjeljuje od 1901. godine
1900-ih - 1910-ih - 1920-ih - 1930-ih - 1940-ih - 1950-ih - 1960-ih - 1970-ih - 1980-ih - 1990-ih - 2000-ih - 2010-ih

## 1900-ih
| Godina | Pojedinac ili organizacija                                                                        | Djelo |
| ------ | ------------------------------------------------------------------------------------------------- | --- |
| 1901.  | Jean Henri Dunant (Švicarska)                                                                     | osnivač Crvenog križa i začetnik Ženevske konvencije.                                                                                                |
| 1901.  | Frédéric Passy (Francuska)                                                                        | osnivač i predsjednik Međunarodne lige za mir. |
| 1902.  | Élie Ducommun (Švicarska) i Charles Albert Gobat                                                  | počasni tajnici Stalnoga međunarodnog mirovnog ureda u Bernu.                                                                                        |
| 1903.  | Sir William Randal Cremer (UK)                                                                    | tajnik Međunarodne lige za arbitražu. |
| 1904.  | Institut za međunarodno pravo (Gent, Belgija).                                                    | |
| 1905.  | Bertha Sophie Felicitas Baronin von Suttner, rođ. grofica Kinsky von Chinic und Tettau (Austrija) | spisateljica, počasna predsjednica Stalnoga međunarodnog mirovnog ureda.                                                                             |
| 1906.  | Theodore Roosevelt (SAD)                                                                          | predsjednik SAD-a, za oblikovanje mirovnog ugovora u Rusko-japanskom ratu.                                                                           |
| 1907.  | Ernesto Teodoro Moneta (Italija)                                                                  | predsjednik Lombardske lige za mir. |
| 1907.  | Louis Renault (Francuska)                                                                         | profesor međunarodnog prava. |
| 1908.  | Klas Pontus Arnoldson (Švedska)                                                                   | Osnivač Švedske lige za mir i arbiražu. |
| 1908.  | Fredrik Bajer (Danska)                                                                            | počasni predsjednik Stalnoga međunarodnog mirovnog ureda.                                                                                            |
| 1909.  | Auguste Marie Francois Beernaert (Belgija)                                                        | član Međunarodnoga arbitražnog suda. |
| 1909.  | Paul Balluet d'Estournelles de Constant, Barun de Constant de Rebecque (Francuska)                | osnivač i predsjednik francuske parlamentarne grupe za međunarodnu arbitražu. Osnivač Odbora za zaštitu nacionalnih interesa i međunarodno pomirenje |

## 1910-ih
| Godina | Pojedinac ili organizacija                     | Djelo                                                         |
| ------ | ---------------------------------------------- | ------------------------------------------------------------- |
| 1910.  | Stalni međunarodni mirovni ured                |                                                               |
| 1911.  | Tobias Michael Carel Asser (Nizozemska)        | inicijator za osnivanje Međunarodne Konferecije Prava u Hagu. |
| 1911.  | Alfred Hermann Fried (Austrija)                | osnivač Die Waffen Nieder.                                    |
| 1912.  | Elihu Root (SAD)                               | za započinjanje različitih arbitražnih dogovora.              |
| 1913.  | Henri la Fontaine (Belgija)                    | predsjednik Stalnog međunarodnog mirovnog biroa.              |
| 1914.  | Nije dodjeljivana                              |                                                               |
| 1915.  | Nije dodjeljivana                              |                                                               |
| 1916.  | Nije dodjeljivana                              |                                                               |
| 1917.  | Međunarodni Crveni križ, Ženeva.               |                                                               |
| 1918.  | Nije dodijeljena                               |                                                               |
| 1919.  | Woodrow Wilson (SAD) za osnivanje Lige naroda. |                                                               |

## 1920-ih
| Godina | Pojedinac ili organizacija                                                                         | Djelo |
| ------ | -------------------------------------------------------------------------------------------------- | --- |
| 1920.  | Léon Victor Auguste Bourgeois                                                                      | predsjednik vijeća Lige naroda. |
| 1921.  | Hjalmar Branting (Švedska)                                                                         | premijer, Švedski delegat pri vijeću Lige naroda. |
| 1921.  | Christian Lous Lange (Norveška)                                                                    | tajnik međunarodne parlamentarne unije. |
| 1922.  | Fridtjof Nansen (Norveška)                                                                         | norveški delegat u Ligi naroda, pridonio je potpisivanju ženevskog protokola o izbjeglicama za koje je uvedena putovnica nazvana njegovim imenom "Nansen-putovnica". |
| 1923.  | Nobelova nagrada nije dodijeljena. Novac za nagradu doznačen je posebnom fondu ove sekcije nagrade | |
| 1924.  | Nobelova nagrada nije dodijeljena. Novac za nagradu doznačen je posebnom fondu ove sekcije nagrade | |
| 1925.  | Sir Austen Chamberlain (UK) za Locarno sporazum.                                                   | |
| 1925.  | Charles Gates Dawes (SAD)                                                                          | predsjedatelj Ujedinjene Reparacijske Komisije i osnivač Dawesovog plana.                                                                                            |
| 1926.  | Aristide Briand (Francuska) za Locarno sporazume.                                                  | |
| 1926.  | Gustav Stresemann (Njemačka)                                                                       | za Locarno sporazume. |
| 1927.  | Ferdinand Buisson (Francuska)                                                                      | osnivač i predsjednik Lige za ljudska prava. |
| 1927.  | Ludwig Quidde (Njemačka)                                                                           | delegat pri brojnim mirovnim konferencijama. |
| 1928.  | Nije dodijeljena                                                                                   | |
| 1929.  | Frank B. Kellogg (SAD)                                                                             | za Briand Kelloggov sporazum. |

## 1930-ih
| Godina | Pojedinac ili organizacija                                | Djelo                                                                     |
| ------ | --------------------------------------------------------- | ------------------------------------------------------------------------- |
| 1930.  | Nadbiskup Lars Olof Nathan (Jonathan) Söderblom (Švedska) | vođa ekumenskog pokreta                                                   |
| 1931.  | Jane Addams (SAD)                                         | predsjednica međunarodne ženske lige za mir.                              |
| 1931.  | Nicholas Murray Butler (SAD)                              | za promociju Briand Kelloggovog sporazuma.                                |
| 1932.  | Nije dodijeljena                                          |                                                                           |
| 1933.  | Sir Norman Angell (Ralph Lane) (UK)                       | pisac, član Lige naroda i skupštine za mir.                               |
| 1934.  | Arthur Henderson (UK)                                     | predsjedatelj Lige naroda za razoružavanje                                |
| 1935.  | Carl von Ossietzky (Njemačka)                             | novinar pacifist                                                          |
| 1936.  | Carlos Saavedra Lamas (Argentina)                         | Predsjednik Lige naroda i posrednik u sukobu između Paragvaja i Bolivije. |
| 1937.  | Robert Cecil                                              | osnivač i predsjednik Međunarodne mirovne kampanje.                       |
| 1938.  | Nansenov međunarodni ured za izbjeglice, Geneva.          |                                                                           |
| 1939.  | Nije dodijeljena                                          |                                                                           |

## 1940-ih
| Godina | Pojedinac ili organizacija                   | Djelo |
| ------ | -------------------------------------------- | --- |
| 1940.  | Nije dodjeljivana                            | |
| 1941.  | Nije dodjeljivana                            | |
| 1942.  | Nije dodjeljivana                            | |
| 1943.  | Nije dodjeljivana                            | |
| 1944.  | Međunarodni Crveni križ (dodijeljena 1945.). | |
| 1945.  | Cordell Hull (SAD)                           | za sudjelovanje u pokretanju UN-a. |
| 1946.  | Emily Greene Balch (SAD)                     | počasna međunarodna predsjednica Ženske lige za mir.                                                                                             |
| 1946.  | John R. Mott (SAD)                           | predsjedatelj međunarodnog misijskog vijeća i predsjednik Međunarodnog udruženja mladih kršćana.                                                 |
| 1947.  | Kvekeri                                      | |
| 1948.  | Nije dodijeljena                             | |
| 1949.  | The Lord Boyd-Orr (UK)                       | upravitelj Organizacije za prehranu i poljoprivredu, predsjednik Nacionalnog savjeta za mir, predsjednik Svjetskog saveza mirovnih organizacija. |

## 1950-ih
| Godina | Pojedinac ili organizacija                      | Djelo |
| ------ | ----------------------------------------------- | --- |
| 1950.  | Ralph Bunche                                    | za posredovanje u Palestini (1948). |
| 1951.  | Léon Jouhaux (Francuska)                        | predsjednik Međunarodnog odbora europskog vijeća, potpredsjednik Međunarodnog saveza sindikata (ICFTU), potpredsjednik Svjetskog sindikalnog saveza, član vijeća ILO, UN-ov delegat |
| 1952.  | Albert Schweitzer (Francuska)                   | za osnivanje bolnice Lambarene u Gabonu. |
| 1953.  | američki državni tajnik George Catlett Marshall | za Marshallov plan. |
| 1954.  | Ured UNHCR.                                     | |
| 1955.  | Nije dodijeljena                                | |
| 1956.  | Nije dodijeljena                                | |
| 1957.  | Lester Bowles Pearson (Kanada)                  | predsjednik sedmog zasjedanja UN-a: glavno okupljanje o uvođenju mirovnih snaga za rješavanje Sueske krize.                                                                         |
| 1958.  | Georges Pire (Belgija)                          | vođa europske organizacije za pomoć izbjeglicama. |
| 1959.  | Philip Noel-Baker (UK)                          | za napore za uspostavu međunarodnog mira i suradnje. |

## 1960-ih
| Godina | Pojedinac ili organizacija                      | Djelo                                            |
| ------ | ----------------------------------------------- | ------------------------------------------------ |
| 1960.  | Albert Lutuli (Južnoafrička Republika)          | predsjednik ANC (Afrički nacionalni kongres).    |
| 1961.  | Dag Hammarskjöld (Švedska)                      | glavni tajnik UN-a (dodijeljeno postumno).       |
| 1962.  | Linus Carl Pauling (SAD)                        | za kampanju protiv testiranja nuklearnog oružja. |
| 1963.  | Međunarodni odbor Crvenog križa [ Geneva.       |                                                  |
| 1963.  | Liga Crvenog križa, Geneva.                     |                                                  |
| 1964.  | Martin Luther King Jr (SAD)                     | borac za ljudska prava.                          |
| 1965.  | UNICEF                                          |                                                  |
| 1966.  | Nije dodijeljena                                |                                                  |
| 1967.  | Nije dodijeljena                                |                                                  |
| 1968.  | René Cassin (Francuska)                         | predsjednik Europskog suda za ljudska prava.     |
| 1969.  | Međunarodna organizacija rada (I.L.O.), Geneva. |                                                  |

## 1970-ih
| Godina | Pojedinac ili organizacija                                                                      | Djelo |
| ------ | ----------------------------------------------------------------------------------------------- | --- |
| 1970.  | Norman Borlaug (SAD)                                                                            | za istraživanje u centru za žitarice.                                                                      |
| 1971.  | Kancelar Willy Brandt (Njemačka)                                                                | za Zapadno-Njemačku tkz Istočnu politiku, kreirajući novi stav prema istočnoj Europi i Istočnoj Njemačkoj. |
| 1972.  | Nije dodijeljena                                                                                | |
| 1973.  | Državni tajnik Henry A. Kissinger (SAD) i ministar vanjskih poslova Le Duc Tho (Vijetnam) odbio | za mir u Vijetnamu.                                                                                        |
| 1974.  | Seán MacBride (Irska)                                                                           | predsjednik Međunarodno vijeće za mir (IPB) povjerenstvo za Namibiju pri Ujedinjenim narodima.             |
| 1974.  | Eisaku Sato (佐藤榮作) (Japan)                                                                  | premijer.                                                                                                  |
| 1975.  | Andrej Dmitrijevič Saharov (SSSR)                                                               | za kampanju za ljudska prava.                                                                              |
| 1976.  | Betty Williams i Mairead Corrigan                                                               | Osnivači sjevernoirskog mirovnog pokreta.                                                                  |
| 1977.  | Amnesty International, London                                                                   | za kampanju protiv mučenja.                                                                                |
| 1978.  | Predsjednik Mohamed Anwar Al-Sadat (Egipat) i premijer Menachem Begin (Izrael)                  | za mirovne pregovore između Egipta i Izraela.                                                              |
| 1979.  | Majka Terezija                                                                                  | za podizanje svijesti o siromaštvu (Indija)                                                                |

## 1980-ih
| Godina | Pojedinac ili organizacija                                    | Djelo                                                                                              |
| ------ | ------------------------------------------------------------- | -------------------------------------------------------------------------------------------------- |
| 1980.  | Adolfo Pérez Esquivel (Argentina)                             | za ljudska prava                                                                                   |
| 1981.  | Ured Ujedinjenih naroda za izbjeglice.                        | |
| 1982.  | Alva Myrdal (Švedska) i Alfonso García Robles (Meksiko)       | delegati pri Ujedinjenim narodima za međunarodno razoružanje.                                      |
| 1983.  | Lech Wałęsa (Poljska)                                         | osnivač Solidarność i borac za ljudska prava. Bio prvi Predsjednik Poljske poslije pada komunizma. |
| 1984.  | Biskup Desmond Mpilo Tutu (Južnoafrička Republika)            | za rad protiv apartheida.                                                                          |
| 1985.  | Međunarodni fizičari za sprječavanje nuklearnog rata, Boston. | |
| 1986.  | Elie Wiesel (SAD)                                             | pisac, preživjeli svjedok nacističkog progona                                                      |
| 1987.  | Óscar Arias Sánchez (Kostarika)                               | za inicijativu mirovnih pregovora u srednjoj Americi.                                              |
| 1988.  | UN Mirovne snage UN-a, New York.                              | |
| 1989.  | Tenzin Gyatso, četrnaesti Dalaj Lama.                         | |

## 1990-ih
| Godina | Pojedinac ili organizacija | Djelo |
| ------ | --- | --- |
| 1990.  | Mihail Sergejevič Gorbačov (SSSR)                                                                                             | za vodeću ulogu u mirotvornom procesu koji danas obilježava važne dijelove međunarodne zajednice                                    |
| 1991.  | Aung San Suu Kyi (Burma) | za nenasilnu borbu u prilog demokraciji i ljudskim pravima                                                                          |
| 1992.  | Autor Rigoberta Menchú (Gvatemala)                                                                                            | u znak priznanja za njezin rad na društvenoj jednakosti i etno-kulturalnom pomirenju na temelju poštovanja prava urođeničkih naroda |
| 1993.  | Predsjednik Nelson Mandela (Južnoafrička Republika) i Bivši predsjednik Frederik Willem de Klerk (Južnoafrička Republika)     | za njihov trud da se mirno ukine aperthejd i da za novu demokratsku Južnoafričku Republiku                                          |
| 1994.  | PLO predsjedatelj Jaser Arafat (Palestina), ministar vanjskih poslova Shimon Peres (Izrael) i premijer Yitzhak Rabin (Izrael) | za njihov trud da stvore mir na Bliskom Istoku                                                                                      |
| 1995.  | Józef Rotblat (Poljska/UK) i the Pugwash Conferences on Science i World Affairs                                               | za njihov trud u smanjenju i prestanku korištenja nuklearnog oružja                                                                 |
| 1996.  | Carlos Felipe Ximenes Belo (Istočni Timor) i José Ramos Horta (Istočni Timor)                                                 | "za njihov trud da nađu mirno rješenje sukobima u Istočnom Timoru"                                                                  |
| 1997.  | International Campaign to Ban Landmines (ICBL) i Jody Williams                                                                | "za njihov trud u zabrani korištenja mina i razminiranju"                                                                           |
| 1998.  | John Hume (UK) i David Trimble (UK)                                                                                           | "za njihov trud da nađu mirno rješenje sukobima u Sjevernoj Irskoj"                                                                 |
| 1999.  | Liječnici bez granica, Brussels.                                                                                              | "za pionirski humanitarni rad na nekoliko kontinenata"                                                                              |

## 2000-ih
| Godina | Pojedinac ili organizacija                                                       | Djelo |
| ------ | -------------------------------------------------------------------------------- | --- |
| 2000.  | Kim Dae Jung (金大中) (predsjednik Južne Koreje)                                 | za djelovanje na razvoju demokracije i poštovanju ljudskih prava u Južnoj Koreji i istočnoj Aziji, a osobito za mir i pomirenje sa Sjevernom Korejom                              |
| 2001.  | Glavni tajnik UN Kofi Annan (Gana) i Ujedinjeni narodi                           | za rad na miru i boljoj organizaciji u svijetu |
| 2002.  | Jimmy Carter - bivši predsjednik SAD-a                                           | za desetljeća neumornih napora u nalaženju rješenja međunarodnih sukoba, potporu napretku demokracije i ljudskih prava i promociji gospodarskog i društvenog razvoja              |
| 2003.  | Shirin Ebadi (شیرین عبادی), (Iran)                                               | za napore na razvoju demokracije i ljudskih prava. Osobito se usredotočila na borbu za prava žena i djece.                                                                        |
| 2004.  | Wangari Maathai (Kenija)                                                         | za doprinos održivom razvoju, demokraciji i miru |
| 2005.  | Međunarodna agencija za atomsku energiju i Mohamed Elbaradei (Austrija, Egipat)  | za napore u sprječavanju korištenja nuklearne energije u vojne svrhe i osiguravanju da se nuklearna energija koristi u mirnodopske svrhe na najsigurniji način.                   |
| 2006.  | Muhammad Yunus (মুহাম্মদ ইউনুস), (Bangladeš) i banka Grameen (গ্রামীণ ব্যাংক), (Bangladeš) | za unapređivanje ekonomskih i socijalnih mogućnosti siromašnih, posebno žena, kroz projekt davanja mikrokredita                                                                   |
| 2007.  | Međuvladin panel o klimatskim promjenama (IPCC) i Al Gore, (SAD)                 | za napore koje su uložili radi širenja saznanja o klimatskim promjenama koje izaziva čovjek i za polaganje temelja mjera koje su neophodne da bi se klimatske promjene zaustavile |
| 2008.  | Martti Ahtisaari (Finska)                                                        | za višedesetljetno angažiranje i posredovanje u uspostavljanju mira i rješavanju sukoba na više kontinenata                                                                       |
| 2009.  | Barack Obama - predsjednik SAD-a                                                 | zbog poziva na smanjenje zaliha nuklearnog naoružanja i rada za mir u svijetu. |
| 2010.  | Liu Xiaobo - Kina                                                                | zbog dugoročnih i nenasilnih napora u promicanju ljudskih prava u Kini. |

## 2010-ih
| Godina | Pojedinac ili organizacija                                               | Djelo |
| ------ | ------------------------------------------------------------------------ | --- |
| 2010.  | Liu Xiaobo - Kina                                                        | zbog dugoročnih i nenasilnih napora u promicanju ljudskih prava u Kini.                                                                                         |
| 2011.  | Ellen Johnson Sirleaf, Leymah Gbowee - Liberija i Tawakel Karman - Jemen | zbog nenasilne borbe za ženska prava |
| 2012.  | Europska unija                                                           | zbog šest desetljeća borbe u promicanju mira i ljudskih prava                                                                                                   |
| 2013.  | Organizacija za zabranu kemijskog oružja                                 | zbog nastojanja da se eliminira kemijsko naoružanje |
| 2014.  | Malala Yousafzai, Kailash Satyarthi                                      | zbog promicanja školovanja djece i borbe protiv eksploatiranja djece                                                                                            |
| 2015.  | Tuniski nacionalni kvartet                                               | zbog presudnog doprinosa gradnji pluralističkog društva u Tunisu nakon Revolucije jasmina 2011. godine                                                          |
| 2016.  | Juan Manuel Santos                                                       | zbog njegovih nastojanja zaustaviti 50-o godišnji građanski rat u Kolumbiji                                                                                     |
| 2017.  | Međunarodna kampanja za zabranu atomskog oružja                          | zbog borbe za ograničavanje uporabe nuklearnog oružja |
| 2018.  | Denis Mukwege i Nadia Murad                                              | za borbu protiv korištenja masovnih silovanja kao oružja u ratovima                                                                                             |
| 2019.  | Abiy Ahmed Ali                                                           | "za njegove napore na postizanju mira i međunarodne suradnje, a posebno za njegovu odlučnu inicijativu za rješavanje pograničnog sukoba sa susjednom Eritrejom" |

## 2020-ih
| Godina | Pojedinac ili organizacija                              | Djelo |
| ------ | ------------------------------------------------------- | --- |
| 2020.  | Svjetski program za hranu                               | za napore u borbi protiv gladi, doprinos u poboljšavanju uvjeta za mir u područjima sukoba i za napore u sprječavanju korištenja gladi kao oružja u sukobima i ratovima. |
| 2021.  | Maria Ressa i Dmitrij Muratov                           | za njihove napore da zaštite slobodu izražavanja, što je preduvjet za demokraciju i trajni mir. |
| 2022.  | Ales Bialiatski, Memorial i Centar za građanske slobode | "Laureati Nagrade za mir predstavljaju civilno društvo u svojim matičnim zemljama. Dugi niz godina promiču pravo na kritiku vlasti i štite temeljna prava građana. Uložili su izniman napor u dokumentiranju ratnih zločina, kršenja ljudskih prava i zlouporabe Zajedno pokazuju važnost civilnog društva za mir i demokraciju.". |
| 2023.  | Narges Mohammadi                                        | za svoju borbu protiv ugnjetavanja žena u Iranu i borbu za promicanje ljudskih prava i slobode za sve |
| 2024.  | Nihon Hidankyo                                          | zbog napora da oslobodi svijet nuklearnog oružja te za svjedočanstva preživjelih da se nuklearno oružje nikada više ne smije upotrijebiti |